# 第4回ゴールデンラズベリー賞
第4回ゴールデンラズベリー賞は、第56回アカデミー賞授賞式前日の1984年4月8日にカリフォルニア州ロサンゼルスのサード・ストリート小学校で発表・授賞式が行われた。

## 受賞とノミネートの一覧
受賞は太字、それ以外はノミネートである。

### 最低作品賞
- 超人ヘラクレス
- ジョーズ3
- The Lonely Lady
- ストローカーエース
- セカンド・チャンス

### 最低男優賞
- クリストファー・アトキンズ - ナイト・イン・ヘブン
- ロイド・ボックナー - The Lonely Lady
- ルー・フェリグノ - 超人ヘラクレス
- バーブラ・ストライサンド - 愛のイエントル
- ジョン・トラボルタ - ステイン・アライブ、セカンド・チャンス

### 最低女優賞
- ロニ・アンダーソン - ストローカーエース
- リンダ・ブレア - チェーンヒート
- フェイ・ダナウェイ - 二つの顔の貴婦人
- オリビア・ニュートン＝ジョン - セカンド・チャンス
- ピア・ザドラ - The Lonely Lady

### 最低助演男優賞
- ジョセフ・カリ - The Lonely Lady
- ルイス・ゴセット・ジュニア - ジョーズ3
- アンソニー・ホランド - The Lonely Lady
- ジム・ネイバース - ストローカーエース
- リチャード・プライヤー - スーパーマンIII/電子の要塞

### 最低助演女優賞
- ビビ・ベッシュ - The Lonely Lady
- シビル・ダニング - チェーンヒート、超人ヘラクレス
- フィノラ・ヒューズ - ステイン・アライブ
- エイミー・アーヴィング - 愛のイエントル
- ダイアナ・スカーウィッド - ストレンジ・インベーダーズ

### 最低監督賞
- ジョー・アルヴェス - ジョーズ3
- ブライアン・デ・パルマ - スカーフェイス
- ジョン・ハーツフェルド - セカンド・チャンス
- ハル・ニーダム - ストローカーエース
- ピーター・サスディ - The Lonely Lady

### 最低脚本賞
- フラッシュダンス - トム・ヘドリー、ジョー・エスターハス
- 超人ヘラクレス - ルイジ・コッツィ
- ジョーズ3 - リチャード・マシスン、カール・ゴットリーブ、ガードン・トゥルーブラッド、ピーター・ベンチリー
- セカンド・チャンス - ジョン・ハーツフェルド
- The Lonely Lady - John Kershaw、Shawn Randall、Ellen Shephard、原作のハロルド・ロビンズ

### 最低新人賞
- ロニ・アンダーソン - ストローカーエース
- レブ・ブラウン - 未来から来たハンター ヨオ
- 鳴き声で魅せたイルカのシンディとサンディ - ジョーズ3
- ルー・フェリグノ - 超人ヘラクレス
- フィノラ・ヒューズ - ステイン・アライブ

### 最低作曲賞
- The Lonely Lady - チャールズ・カレロ、Jeff Harrington、J. Pennig、ロジャー・ヴードリス
- ファスビンダーのケレル - ペール・ラーベン
- スーパーマンIII/電子の要塞 - ジョルジオ・モロダー
- 愛のイエントル - ミシェル・ルグラン、マリリン・バーグマン、アラン・バーグマン
- 未来から来たハンター ヨオ - ジョン・スコット、グイド・デ・アンジェリス、マウリツィオ・デ・アンジェリス

### 最低主題歌賞
- "Each Man Kills The Thing He Loves" - ファスビンダーのケレル
- "Lonely Lady" - The Lonely Lady
- "The Way You Do It" - The Lonely Lady
- "Yor's World!" - 未来から来たハンター ヨオ
- "Young and Joyful Bandit" - ファスビンダーのケレル